# Chiesa di San Michele Arcangelo (Langhirano, Mattaleto)
La chiesa di San Michele Arcangelo è un luogo di culto cattolico dalle forme romaniche e barocche, situato in strada Mattaleto a Mattaleto, frazione di Langhirano, in provincia e diocesi di Parma; è sede di una parrocchia compresa nella zona pastorale della Pedemontana.

## Storia
La cappella originaria fu edificata forse già in epoca longobarda, ma la più antica testimonianza della sua esistenza risale al 1230, quando il luogo di culto dipendeva dall'abbazia di San Giovanni Evangelista di Parma.
Nel 1496 il tempio risultava già sede di parrocchia, con giurisdizione anche sulla vicina Langhirano; nel 1560 la chiesa passò alle dirette dipendenze dell'autorità episcopale di Parma.
L'edificio romanico, con facciata a ovest, fu quasi completamente abbattuto nel 1715 a causa delle precarie condizioni in cui versava, conservando soltanto l'antica torre campanaria. Sulle macerie fu costruita, su progetto dell'architetto Francesco Boetti, una nuova chiesa barocca con orientazione opposta alla precedente, che fu completata nel 1723.
Tra il 1813 e il 1819 furono avviati alcuni lavori, che riguardarono il presbiterio, ove fu sostituito l'altare maggiore marmoreo, e la parte sommitale del campanile, ove furono aperte le monofore della cella campanaria e fu aggiunta la guglia piramidale di coronamento.
Tra il 1883 e il 1886 il luogo di culto fu completamente ristrutturato, sia nella facciata sia negli interni, ove furono realizzate le decorazioni ad affresco e in stucco e fu rifatto il pavimento.
Fino al 1944 la chiesa funse da parrocchia anche per Langhirano, prima dei lavori di ampliamento della chiesa dell'Annunciazione di Maria Vergine del capoluogo.
Intorno al 1960 il prospetto principale fu nuovamente restaurato.
Il 23 dicembre del 2008 un terremoto causò alcuni danni all'edificio, che fu provvisoriamente chiuso al culto; nel 2009 furono avviati i necessari lavori di consolidamento strutturale e restauro, completati alla fine del 2011.

## Descrizione

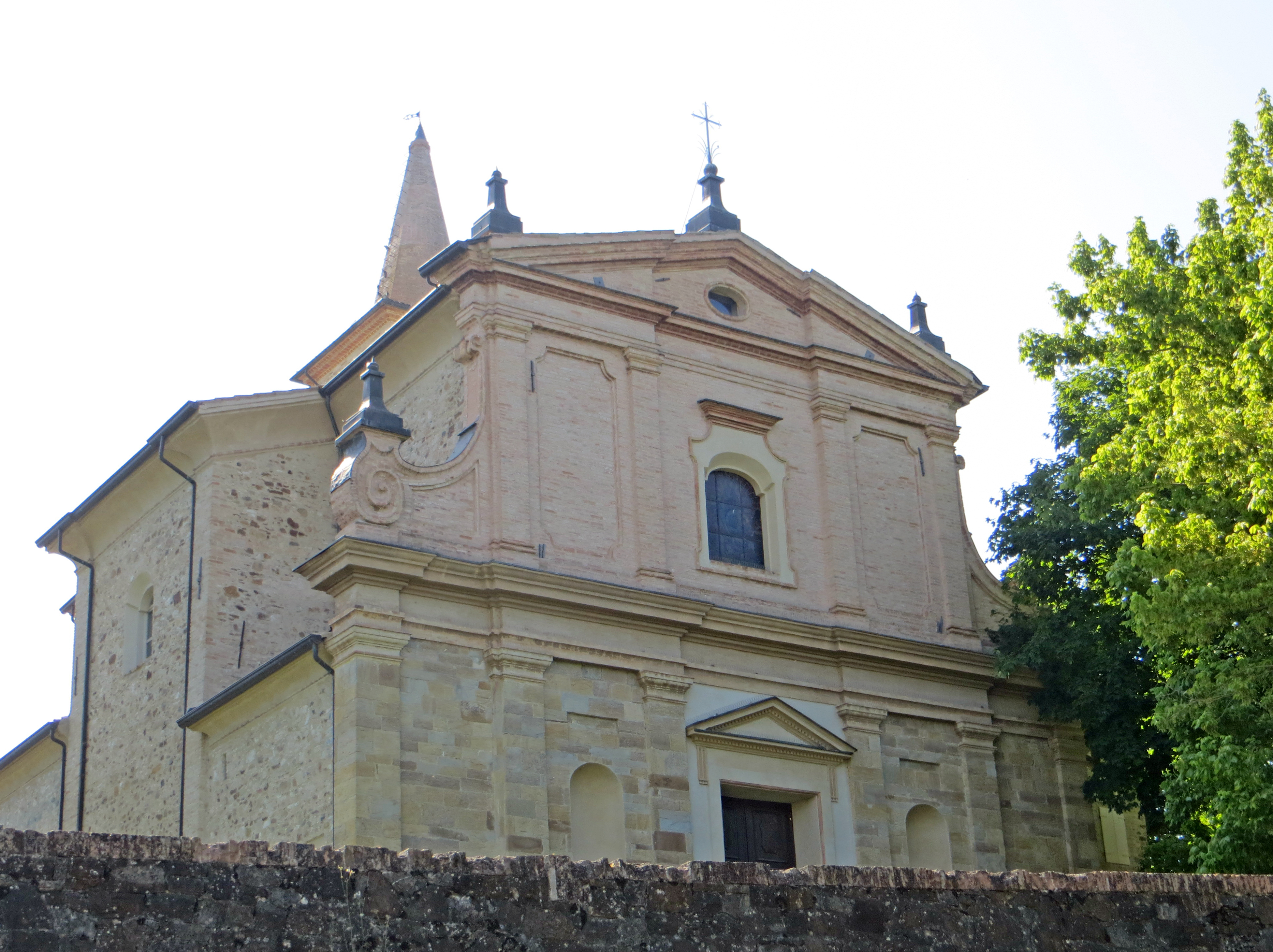
Facciata

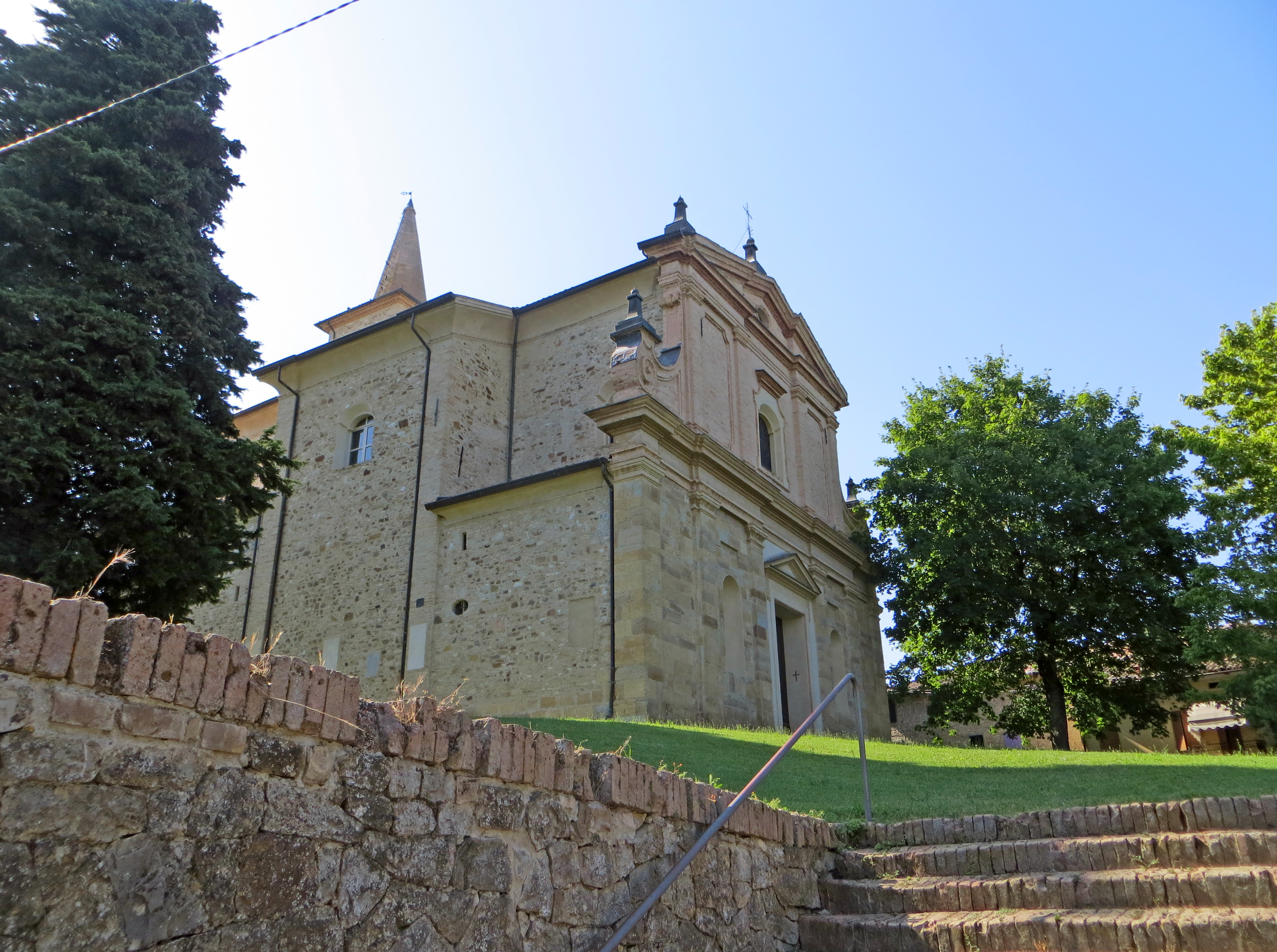
Facciata e lato sud

La chiesa si sviluppa su un impianto a navata unica affiancata da due cappelle su ogni lato.
La simmetrica facciata è suddivisa orizzontalmente da un cornicione spezzato in aggetto. La porzione inferiore, rivestita in pietra, è scandita in cinque parti da sei lesene coronate da capitelli dorici; nel mezzo si apre l'ampio portale d'ingresso, sormontato da frontone triangolare, mentre nei due spazi laterali sono poste due nicchie ad arco a tutto sesto. La porzione superiore, rivestita in laterizio, è scandita al centro in tre parti da quattro lesene analoghe a quelle inferiori, mentre alle estremità si trovano due grandi volute coronate da guglie; nel mezzo si apre un finestrone con cornice mistilinea e architrave superiore in aggetto, mentre nei due spazi laterali sono poste due sottili nicchie rettangolari con angoli smussati. In sommità si eleva sopra alla trabeazione un ampio frontone triangolare spezzato, al cui centro si staglia un piccolo rosone; a coronamento si innalzano tre guglie poste alle due estremità e nel mezzo.
I fianchi e il retro, interamente rivestiti in pietra, mostrano nella parte posteriore alcuni tratti dell'antica cappella medievale, orientata in senso opposto. In adiacenza si innalza il campanile romanico, con cella campanaria ottocentesca affacciata sui quattro lati attraverso aperture ad arco a tutto sesto; in sommità si innalza la guglia piramidale di coronamento.
All'interno la navata, coperta da volta a botte lunettata decorata con alcuni affreschi e stucchi ottocenteschi, è affiancata da due cappelle per lato; sul perimetro si innalza una serie di lesene con capitelli dorici, a sostegno del cornicione doppio.
Il presbiterio a pianta rettangolare conserva l'altare maggiore e l'ambone ligneo risalenti agli inizi del XIX secolo.
La chiesa ospita varie opere di pregio, tra cui una serie di dipinti settecenteschi, alcuni arredi neoclassici e un organo a canne realizzato alla fine del XIX secolo.